# 多利梅
多利梅（Ptolemaeus），出自《聖經·瑪加伯上》。亞巴巴之子，被岳父大祭司西門拔擢為耶利哥平原的司令官，後由於野心欲奪取全國的統治權，而設宴埋伏殺手，謀害自己的岳父和其二子。